# Pterostichus scutellaris
Pterostichus scutellaris är en skalbaggsart som beskrevs av Leconte 1873. Pterostichus scutellaris ingår i släktet Pterostichus och familjen jordlöpare. Inga underarter finns listade i Catalogue of Life.